# غوردون كلارك
غوردون كلارك (بالإنجليزية: Gordon Clark)‏ (15 يونيو 1914 - 18 أكتوبر 1997) هو مدرب كرة قدم ولاعب كرة قدم بريطاني (وحمل سابقاً جنسية المملكة المتحدة لبريطانيا العظمى وأيرلندا) في مركز الظهير. لعب مع مانشستر سيتي.

## وصلات خارجية
- غوردون كلارك على موقع Soccerbase.com (مدرب) (الإنجليزية)